# Mariama Sowe (Fußballtrainerin)
Mariama Sowe  (Spitzname: Bom, seltener Bomb, daher auch: Mariama Bom Sowe, geb. um 1973) ist eine ehemalige gambische Fußballspielerin und Fußballtrainerin.

## Leben
Sowe wuchs in Brikama auf und begeisterte sich früh für Sport, zunächst für Leichtathletik. Dabei wurde sie von ihrem Vater unterstützt.
Im Fußball spielte sie als Torhüterin für Jeshwang United, Company Ten, Bundung United, die Red Scorpions und den Interior FC. Da dieser Sport bei einigen nicht ins klassischen weiblichen Rollenbild passte, wurde sie mit Vorurteilen und Diskriminierung konfrontiert.
Seit 2005 ist Sowe Cheftrainerin beim Interior FC. Sie übernahm den Posten als Nachfolgerin von Pa Dodou Sarr, nachdem sie dort zuvor Torhüterin und Spielführerin war. 2017 gewann sie mit ihrem Team die Meisterschaft und den FF Cup.
Im August 2007 machte sie eine vierwöchige Trainer-Weiterbildung in Schweden, im Oktober/November des Jahres nahm sie gemeinsam mit Choro Mbenga in Johannesburg (Südafrika) an einer Trainerinnenausbildung teil. Ende 2007 wurde sie mit Mbenga und Bubacarr Jallow (auch: Buba Jallow) damit beauftragt, ein gambisches Fußballnationalteam der Frauen zusammenzustellen.
Ab 2009 war sie Trainerassistentin des Teams unter Bubacarr Jallow. 2012 war sie ebenfalls dessen Assistentin für das gambische U-17-Team. Das Team konnte sich 2012 für die U-17-Fußball-Weltmeisterschaft der Frauen in Aserbaidschan qualifizieren, verlor aber alle drei Gruppenspiele deutlich und wurde Gruppenletzter.
Ende 2015 war sie Cheftrainerin des gambischen Fußballnationalteams der Frauen und übernahm den Posten im Mai 2017 wieder. Ihre Assistentin ist Foday Bah von Wallidan Banjul.